# جوناثان بيري (لاعب شطرنج)
جوناثان بيري هو لاعب شطرنج بالمراسلة ‏ كندي، ولد في 11 سبتمبر 1953.

## وصلات خارجية
- جوناثان بيري على موقع الاتحاد الدولي للشطرنج (الإنجليزية)
- جوناثان بيري على موقع مباريات الشطرنج (الإنجليزية)
- جوناثان بيري على موقع 365Chess.com (الإنجليزية)
- جوناثان بيري على موقع Chesstempo.com (الإنجليزية)
- جوناثان بيري على موقع اتحاد المراسلات الدولية للشطرنج (الإنجليزية)
- جوناثان بيري سجل أولمبياد الشطرنج على موقع OlimpBase.org (الإنجليزية)